# Ezeriș
Ezeriș là một xã thuộc hạt Caraș-Severin, România. Dân số thời điểm năm 2002 là 1411 người.